# Лаз (Никшић)
Лаз је насеље у општини Никшић у Црној Гори. Према попису из 2003. било је 149 становника (према попису из 1991. било је 155 становника).

## Демографија
У насељу Лаз живи 115 пунолетних становника, а просечна старост становништва износи 39,0 година (36,3 код мушкараца и 42,1 код жена). У насељу има 39 домаћинстава, а просечан број чланова по домаћинству је 3,82.
Ово насеље је углавном насељено Црногорцима (према попису из 2003. године), а у последња три пописа, примећен је пад у броју становника.
|  |

| Демографија | Демографија | Демографија |
| Година      | Становника  | Становника  |
| ----------- | ----------- | ----------- |
|             |             |             |
|             |             |             |
|             |             |             |
|             |             |             |
| 1948.       | 126         |             |
| 1953.       | 449         |             |
| 1961.       | 165         |             |
| 1971.       | 196         |             |
| 1981.       | 181         |             |
| 1991.       | 155         | 155         |
| 2003.       | 149         | 149         |
|             |             |             |

| Етнички састав према попису из 2003.‍ | Етнички састав према попису из 2003.‍ | Етнички састав према попису из 2003.‍ | Етнички састав према попису из 2003.‍ | Етнички састав према попису из 2003.‍ |
| ------------------------------------ | ------------------------------------ | ------------------------------------ | ------------------------------------ | ------------------------------------ |
|                                      |                                      |                                      |                                      |                                      |
| Црногорци                            | Црногорци                            |                                      | 107                                  | 71,81%                               |
| Срби                                 | Срби                                 |                                      | 35                                   | 23,48%                               |
| Југословени                          | Југословени                          |                                      | 4                                    | 2,68%                                |
| непознато                            | непознато                            |                                      | 3                                    | 2,01%                                |

| Година пописа     | 1948. | 1953. | 1961. | 1971. | 1981. | 1991. | 2003. |
| ----------------- | ----- | ----- | ----- | ----- | ----- | ----- | ----- |
| Број домаћинстава | 28    | 298   | 38    | 39    | 39    | 36    | 39    |

| Број чланова      | 1  | 2 | 3 | 4 | 5  | 6 | 7 | 8 | 9 | 10 и више | Просек |
| ----------------- | -- | - | - | - | -- | - | - | - | - | --------- | ------ |
| Број домаћинстава | 39 | 3 | 8 | 4 | 10 | 9 | 2 | 3 | 0 | 0         | 0      |

| Пол    | Укупно | Неожењен/Неудата | Ожењен/Удата | Удовац/Удовица | Разведен/Разведена | Непознато |
| ------ | ------ | ---------------- | ------------ | -------------- | ------------------ | --------- |
| Мушки  | 71     | 39               | 31           | 1              | 0                  | 0         |
| Женски | 55     | 12               | 31           | 10             | 2                  | 0         |
| УКУПНО | 126    | 51               | 62           | 11             | 2                  | 0         |

| Пол    | Укупно                    | Пољопривреда, лов и шумарство | Рибарство                            | Вађење руде и камена | Прерађивачка индустрија       |
| ------ | ------------------------- | ----------------------------- | ------------------------------------ | -------------------- | ----------------------------- |
| Мушки  | 33                        | 0                             | 0                                    | 2                    | 15                            |
| Женски | 5                         | 0                             | 0                                    | 0                    | 1                             |
| УКУПНО | 38                        | 0                             | 0                                    | 2                    | 16                            |
| Пол    | Производња и снабдевање   | Грађевинарство                | Трговина                             | Хотели и ресторани   | Саобраћај, складиштење и везе |
| Мушки  | 1                         | 1                             | 0                                    | 0                    | 0                             |
| Женски | 0                         | 0                             | 0                                    | 1                    | 0                             |
| УКУПНО | 1                         | 1                             | 0                                    | 1                    | 0                             |
| Пол    | Финансијско посредовање   | Некретнине                    | Државна управа и одбрана             | Образовање           | Здравствени и социјални рад   |
| Мушки  | 0                         | 2                             | 7                                    | 0                    | 0                             |
| Женски | 0                         | 0                             | 1                                    | 1                    | 0                             |
| УКУПНО | 0                         | 2                             | 8                                    | 1                    | 0                             |
| Пол    | Остале услужне активности | Приватна домаћинства          | Екстериторијалне организације и тела | Непознато            | Непознато                     |
| Мушки  | 0                         | 0                             | 0                                    | 5                    | 5                             |
| Женски | 0                         | 0                             | 0                                    | 1                    | 1                             |
| УКУПНО | 0                         | 0                             | 0                                    | 6                    | 6                             |